# أهارون تشيخانوفير
أهارون تشيخانوفير (بالعبرية: אהרון צ'חנובר) هو عالم أحياء إسرائيلي ولد في الأول من أكتوبر 1947 في حيفا. تخرج حاملا شهادة ماجيستر في العلوم سنة 1971 من مدرسة «هداسة» الطبية التابعة للجامعة العبرية في القدس. تحصل على الدكتوراه من «التخنيون» بحيفا سنة 1982 الذي يعمل فيه كباحث حاليا. فاز مع العالمان افرام هيرشكو واروين روز بجائزة نوبل في الكيمياء للعام 2004 عن أعمالهم حول تحول وتفتت البروتينات. واوضحت الأكاديمية الملكية السويدية للعلوم في بيانها انه تم اختيار الباحثين الثلاثة لاكتشافهم في مطلع الثمانينات «إحدى أهم العمليات الدورية في الخلية وهي تحول وتفتت البروتينات».
خلال الحرب الإسرائيلية على غزة، قال عالم الأحياء الإسرائيلي أهارون تشيخانوفير إنّ هجرة الأطباء وأعضاء هيئة التدريس في المجالات الحيوية مثل الفضاء، والآلات، والهايتك، قد يتسبب في عواقب وخيمة على المجتمع الإسرائيلي، وأشار إلى أن استمرار هذا الاتجاه قد يؤدي إلى مغادرة حوالي 30 ألف شخص، ما يعرّض وجود "إسرائيل" للخطر.

## روابط خارجية
- أهارون تشيخانوفير على موقع الموسوعة البريطانية (الإنجليزية)
- أهارون تشيخانوفير على موقع مونزينجر (الألمانية)
- أهارون تشيخانوفير على موقع إن إن دي بي (الإنجليزية)